# Tiergartentunnel

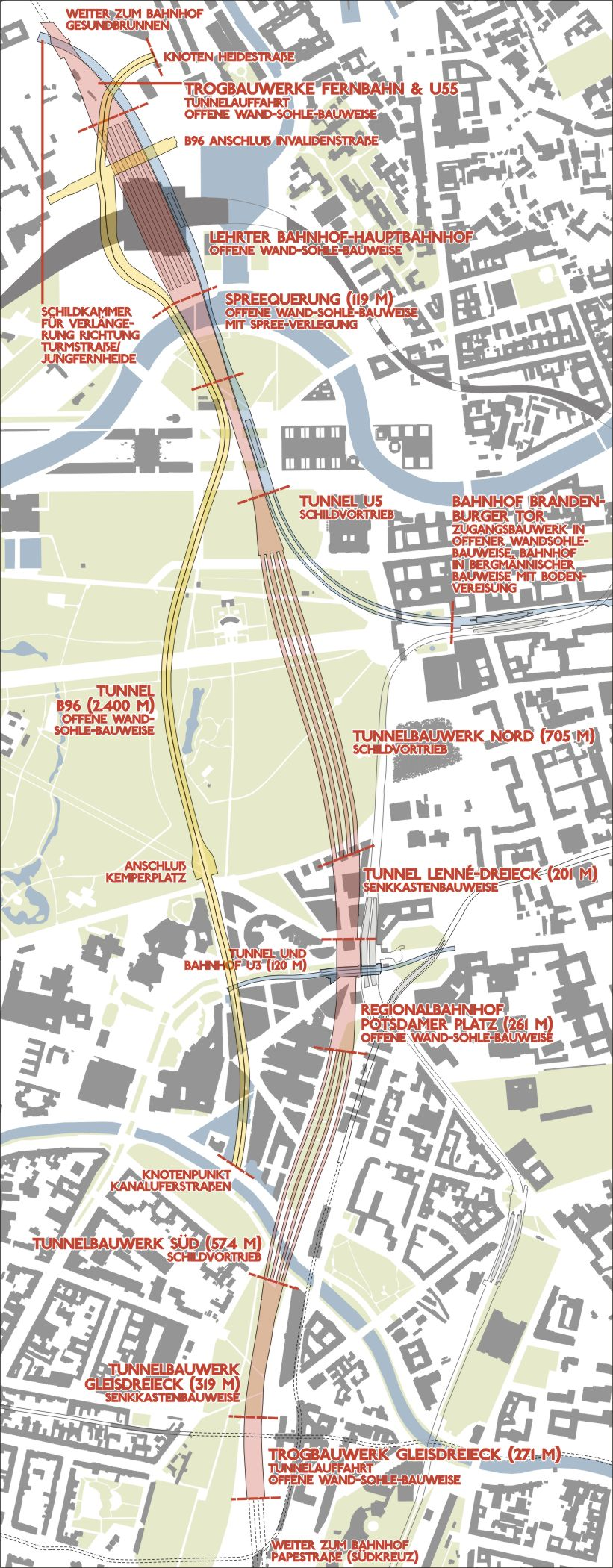
Lage der Verkehrsanlagen im zentralen Bereich

Tiergartentunnel bezeichnet einen Komplex von drei Tunnelanlagen, die unter Berlins zweitgrößtem Stadtpark, dem Tiergarten, verlaufen und von 1995 bis 2006 errichtet wurden. Die drei Tunnel unterqueren gemeinsam den Spreebogen im Dreieck zwischen dem Berliner Hauptbahnhof, dem Kanzleramt und dem Paul-Löbe-Haus, sind jedoch verkehrstechnisch nicht miteinander verbunden und dienen verschiedenen Zwecken:
- Tunnel Tiergarten Spreebogen (TTS): ein Straßentunnel im Verlauf der Bundesstraße 96
- Tunnel Nord-Süd-Fernbahn: ein Eisenbahntunnel für den Fern- und Regionalverkehr
- U-Bahn-Tunnel für die Linie U5

Nicht zu diesem Komplex gehört die geplante Unterquerung des Spreebogens für die S-Bahn (Strecke S21).
Auftraggeber waren die Deutsche Bahn AG und die zuständige Senatsverwaltung des Landes Berlin. Die Baudurchführung oblag der 2002 gegründeten Projektgesellschaft für die Verkehrsanlagen im Zentralen Bereich Berlin.
Der Eisenbahntunnel ist Teil des Projektes Knoten Berlin.

## Eröffnungstermine
- Straßentunnel: 26. März 2006
- Eisenbahntunnel: 28. Mai 2006
- U-Bahn-Tunnel: 8./9. August 2009

## Tunnelverlauf
Die Tunnel unterqueren in Nord-Süd-Richtung am Berliner Hauptbahnhof die in West-Ost-Richtung in Hochlage verlaufende Stadtbahn und südlich des Hauptbahnhofs die Spree. Südlich der Linie zwischen Bundeskanzleramt und Reichstagsgebäude nehmen die drei Tunnel einen unterschiedlichen Verlauf und unterfahren hierbei den Berliner Tiergarten. Der Eisenbahntunnel unterquert zusätzlich den Landwehrkanal.

### Straßentunnel
Der Straßentunnel beginnt im Norden im Verlauf der Minna-Cauer-Straße, umfährt den Hauptbahnhof westlich, hat eine Ausfahrt zur Tiergartenstraße und endet am Nordufer des Landwehrkanals.

### Eisenbahntunnel

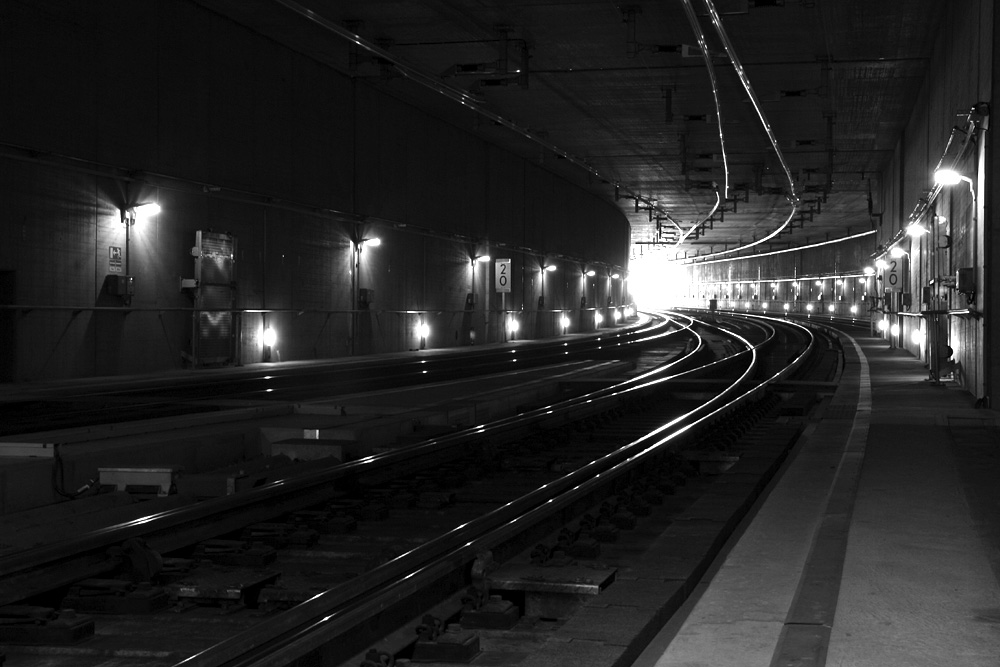
Nördliches Ende des Eisenbahntunnels in der Ausfahrt des Berliner Hauptbahnhofs

Der Bahntunnel ist 3586 m lang und besitzt vier Gleise. Die Einfahrt im Norden liegt in Höhe der Döberitzer Straße, das Südende am Gleisdreieck.
Die unterirdische Einbindung der Potsdamer Stammbahn für den Fall ihrer Reaktivierung wurde baulich vorbereitet. Hierzu sind südlich vom Bahnhof Potsdamer Platz die Tunnelstutzen der Abzweigstelle Landwehrkanal vorhanden, auch in der Festen Fahrbahn sind bereits die zugehörigen Weichenschwellen eingebaut.

### U-Bahn-Tunnel
Für die Trasse der damaligen Linie U55 entstand zuerst nur ein kleiner Abschnitt im Spreebogen und unterhalb der Spree.

## Bau

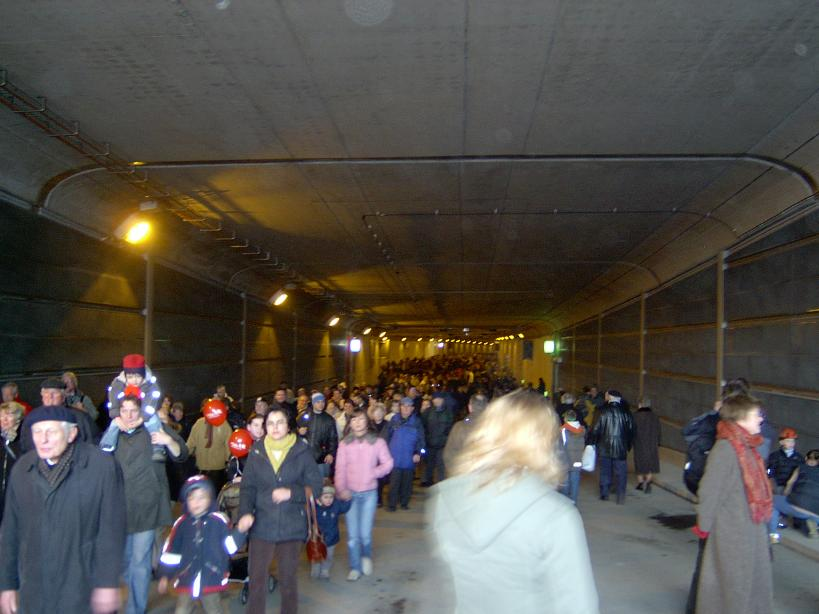
„Tag des offenen Tunnels“ am 19. März 2006

Am 13. Oktober 1995 setzte der damalige Bundeskanzler Helmut Kohl den symbolischen ersten Spatenstich für den Tunnel. Die Fertigstellung des Straßentunnels war dabei für 1999 vorgesehen, die des Eisenbahntunnels für 2002.
Der Straßentunnel wurde in offener Bauweise ausgeführt. Zwischen 1996 und 1998 musste für den Tunnelbau die Spree umgeleitet werden. Bis auf das Kreuzungsbauwerk im Hauptbahnhof waren die Röhren im Jahr 2000 zum größten Teil im Rohbau fertiggestellt. Mangelnde Belüftung sorgte bereichsweise für Pilzbefall.

## Kritik am Bauvorhaben
Der Tunnelbau war schon während der Planungen ab 1992 Gegenstand von Streitigkeiten und Gerichtsverfahren sowie öffentlicher Kontroversen. Inhaltlich standen die Umweltverträglichkeit, die Lärmbelastung für Anwohner und die prinzipielle Notwendigkeit bzw. ausreichende Dimensionierung des Vorhabens im Mittelpunkt.
Im Jahr 1995 stellten ein Naturschutzbund (Berliner Landesarbeitsgemeinschaft Naturschutz e. V.) und mehrere Wohnungsmieter im Bereich des Bauvorhabens einen Eilantrag auf Baustopp, den das Bundesverwaltungsgericht ablehnte.
Weiterer Kritikpunkt sind die enormen Bau- und Unterhaltungskosten des Straßentunnels. Der Bau des Straßentunnels kostete rund 390 Millionen Euro, der Unterhalt jährlich 750.000 Euro. Zum Vergleich: Berlin gab im Jahr 2006 67,2 Millionen Euro für Straßenbau und 115,4 Millionen Euro für Reparaturen und Instandhaltung der Straßen aus.

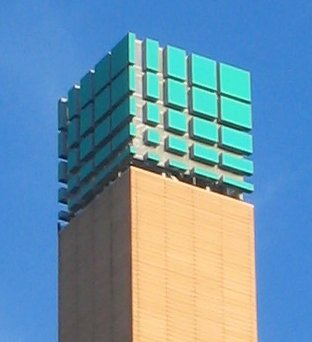
Abluftkamin des Straßentunnels am Potsdamer Platz mit debis-Logo

Die Abgase aus dem Tunnel werden ungefiltert über Abluftkamine am Hauptbahnhof und am Potsdamer Platz ausgestoßen. Auf den Einbau einer Filtertechnik für 5,4 Millionen Euro wurde verzichtet.